# Авиловское сельское поселение (Ростовская область)
Авиловское сельское поселение — муниципальное образование в Константиновском районе Ростовской области. 
Административный центр поселения — хутор Авилов.

## История
Структуру органов местного самоуправления составляют:
- Собрание депутатов Авиловского сельского поселения — представительный орган муниципального образования. Состоит из 7 депутатов.
- Глава Авиловского сельского поселения — глава муниципального образования; избирается на первый срок его полномочий на муниципальных выборах и возглавляет местную администрацию, а также исполняют полномочия председателя Собрания депутатов Авиловского сельского поселения.[2]

## Административное устройство
В состав Авиловского сельского поселения входят:
- хутор Авилов
- хутор Нижнежуравский

## Население
| 2010 | 2012 | 2013 | 2014 | 2015 | 2016 | 2017 |
| ---- | ---- | ---- | ---- | ---- | ---- | ---- |
| 805  | ↗809 | ↘793 | ↘778 | ↗782 | ↘767 | ↘757 |
| 2018 | 2019 | 2020 | 2021 |      |      |      |
| ↘733 | ↘728 | ↘713 | ↘700 |      |      |      |